# Hilario López
Hilario López García (Guadalajara, 18 novembre 1907 – 17 giugno 1965) è stato un calciatore messicano, di ruolo attaccante.

## Carriera

### Club
In carriera, López giocò per varie squadre messicane ma legò il suo nome soprattutto al Club Necaxa.

### Nazionale
Con la Nazionale messicana, López disputò il Campionato mondiale di calcio 1930 in cui giocò tutte e tre le partite del Messico.